# Copestylum hispaniolae
Copestylum hispaniolae är en tvåvingeart som beskrevs av Thompson 1981. Copestylum hispaniolae ingår i släktet Copestylum och familjen blomflugor. Inga underarter finns listade i Catalogue of Life.